# 小子難纏
《小子難纏》（英語：The Karate Kid），1984年美國電影，導演是約翰·艾維森，雷夫·馬奇歐與森田則之主演。

## 劇情
丹尼爾（雷夫·马奇欧飾）和他的母親從新澤西搬到了加利福尼亞，而不久後便遇上了富家女珍妮弗（伊丽莎白·苏飾）並對她產生好感。這导致他引來了珍妮弗的前男友強尼（威廉.泽布卡飾）的霸凌和打壓。個性魯莽的丹尼爾以惡作劇反擊，結果被強尼和他一幫屬於《眼鏡蛇空手道館》的朋友圍毆。在丹尼爾快要失去知覺之際，突然有一位高手相救，把強尼等人打得落花流水。丹尼爾醒來後發現這竟然是公寓裡不起眼的日本園丁宮城先生（森田则之飾）！為避免丹尼爾再度受到欺壓，宮城先生決定收丹尼爾為弟子，並向眼鏡蛇道館下戰書，在空手道大會上讓丹尼爾與強尼一決高下。
丹尼爾在訓練第一天，宮城先生沒教他任何招數，而只吩咐他洗車，擦地板等家務事。丹尼爾不明白為什麼需要做這些和空手道毫無關係的東西，但他會慢慢發現宮城先生的用意，並在空手道和生活上得到更深一层的領悟......

## 演员
- 雷夫·马奇欧－丹尼尔·拉魯索 (Daniel LaRusso)
- 森田则之－宮城英夫 (Hideo Miyagi)
- 伊丽莎白·苏－珍妮弗·米爾斯 (Jennifer Mills)
- 威廉.泽布卡－強尼·勞倫斯 (Johnny Lawrence)
- 馬丁·科夫－約翰·克里斯 (John Kreese)
- 蘭迪·海勒－露西爾·拉魯索 (Lucille LaRusso)
- 乍得·麥昆－Dutch
- 羅恩·托馬斯－Bobby Brown
- 羅伯·加里森－Tommy
- 托尼·奧德爾－Jimmy

## 後續
電影相當受歡迎，一共拍攝有三集續集，前三集男主角仍是雷夫·馬奇歐，第四集的主角換成少女希拉蕊·史旺。
2010年，荷里活推出此片的重拍版《功夫夢》，由哈羅德·茲瓦特導演，老師的角色換由成龍擔當，學武功的少年則改由賈登·史密斯（Jaden Smith）飾演。
2018年，Youtube Red 推出了延續第一部《小子難纏》電影的電視劇《眼镜蛇道馆》，找回了威廉.澤布卡和雷夫·馬奇歐等原班人馬再度出演經典角色。故事改以丹尼爾的勁敵強尼的觀點為重心，描述他在1984年決賽慘敗後生活潦倒，但偶遇一位想學空手道的少年米格爾而找回初衷，重新開啟絕跡多年了的眼鏡蛇道館。這使當年被眼鏡蛇弟子霸凌的丹尼爾非常不滿，認為強尼依舊死性不改，並決意搞破壞。一段長達34年的恩怨，使一場悶燒已久的空手道鬥爭再度展開！

## 外部連結
- 互联网电影数据库（IMDb）上《小子難纏》的资料（英文）